# Cerro Negrogoudmijn
De Cerro Negro goudmijn, is een grote goudmijn in het zuiden van Santa Cruz. De eigenaar van de mijn was het Canadese bedrijf Goldcorp tot het bedrijf in april 2019 werd overgenomen door Newmont Corporation.
De mijn ligt zo’n 600 meter boven de zeespiegel. De meest nabijgelegen plaats is Las Heras, de mijn ligt zo’n 110 kilometer ten zuidwesten van deze plaats. Las Heras is een belangrijk centrum voor de oliewinning in de provincie. Comodoro Rivadavia, met 140.000 inwoners, ligt weer 160 kilometer ten noordoosten van Las Heras en deze stad beschikt over een haven en vliegveld. Om de mijn te bereiken heeft Goldcorp een weg van 45 kilometer aangelegd die aansluit op de provinciale hoofdweg 39.
In 2010 werd Goldcorp de eigenaar van de licentie. Het mijnbouwbedrijf heeft een licentie om naar goud en zilver te zoeken op een terrein 25.000 hectare groot. Op 10 plaatsen is goud aangetoond, maar ze zijn nog niet allemaal compleet onderzocht.
Op 31 december 2014 werd de winbare hoeveelheid goud getaxeerd op 5,46 miljoen ounce en 50 miljoen ounces zilver. Het eerste goud werd gewonnen op 25 juli 2014. In 2014 werd 152.000 ounces goud geproduceerd. Op basis van de huidige reserves zal de mijn negen jaar in productie zijn, in de eerste vijf jaren wordt een gemiddelde goudproductie verwacht van 0,5 miljoen ounces en in de laatste vier jaar gemiddelde 250.000 ounces.